# Edoardo III d'Inghilterra
Edoardo III Plantageneto (in inglese Edward III of England; Castello di Windsor, 13 novembre 1312 – Richmond Palace, 21 giugno 1377) fu re d'Inghilterra e signore d'Irlanda dal 1327 alla sua morte.
Alto e bello, Edoardo trasse ispirazione dalla cavalleria medievale per i suoi ideali di vita. Durante tutto il suo regno sostenne fortemente e promosse la cavalleria, il che gli consentì di sviluppare buone relazioni con la nobiltà del regno.
Il suo regno (durato cinquant'anni) cominciò il 21 gennaio 1327, quando fu deposto il padre Edoardo II, e finì nel 1377. Solo Enrico III prima di lui aveva regnato così a lungo e ci vollero altri quattrocento anni prima che un altro monarca occupasse il trono con questa durata. Il regno di Edoardo fu segnato dall'espansione del territorio inglese attraverso le guerre in Scozia e in Francia.

## Biografia

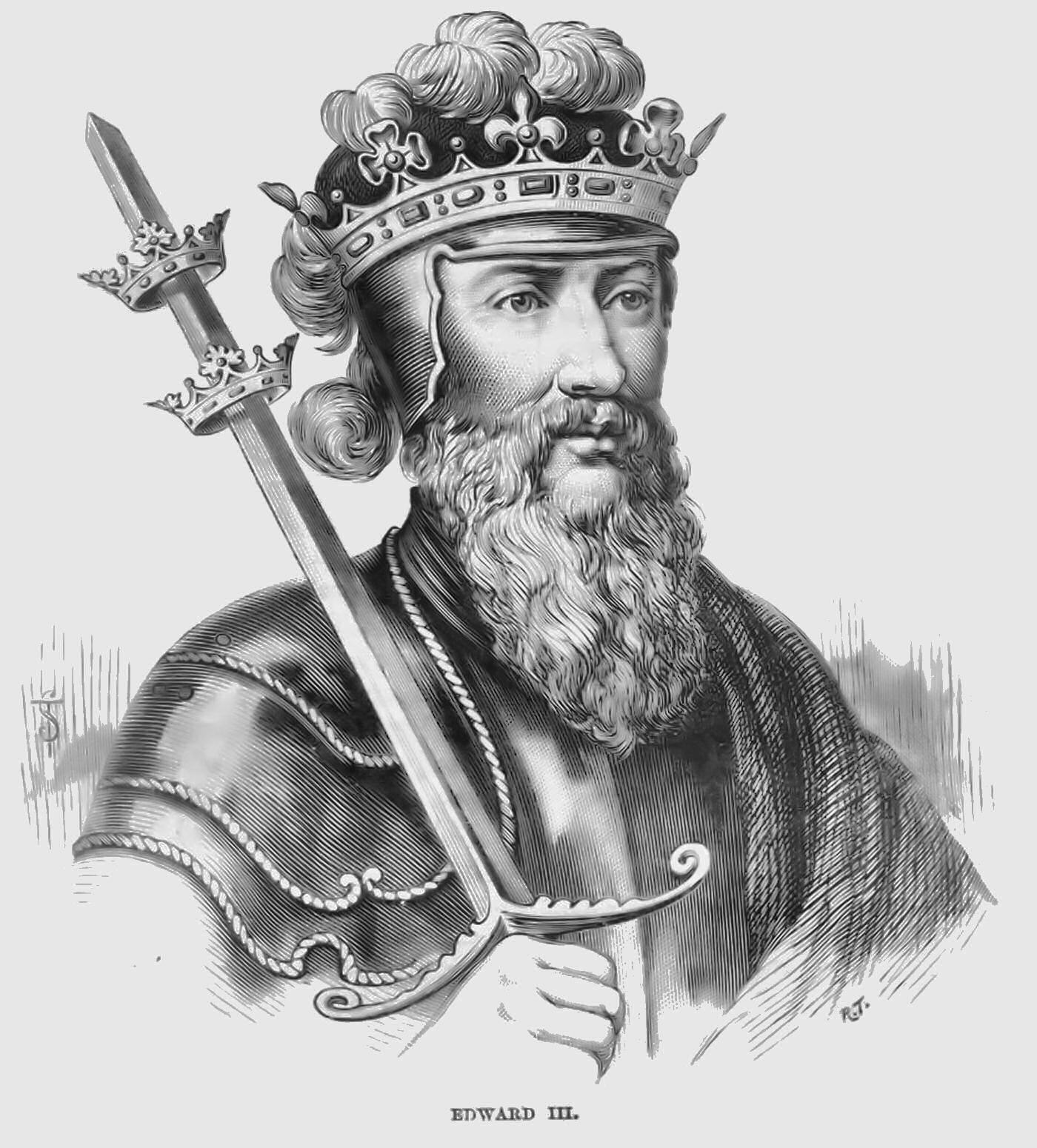
Edoardo III d'Inghilterra in una stampa ottocentesca

Nato nel castello di Windsor, Edoardo era figlio di Edoardo II e di sua moglie, Isabella di Francia, figlia di Filippo IV il Bello e di Giovanna I di Navarra. Fu quindi nipote dei re di Francia Luigi X l'Attaccabrighe, Filippo V il Lungo e Carlo IV il Bello e, alla morte di quest'ultimo, rimase il discendente maschio più prossimo a Filippo IV, suo nonno, il che lo autorizzò a dichiararsi pretendente al trono di Francia.
La nascita di un erede maschio nel 1312 migliorò temporaneamente la posizione di Edoardo II in relazione alla opposizione baronale. Per rafforzare ulteriormente il prestigio indipendente del giovane principe il re lo nominò conte di Chester a soli dodici giorni di età.

### L'erede al trono
Dopo la sconfitta di suo padre Edoardo II in Francia, nel 1325, il papa Giovanni XXII suggerì a sua madre, la regina Isabella, di intercedere presso il fratello Carlo IV il Bello, re di Francia; Isabella ottenne una tregua fino al luglio dello stesso anno e poi riuscì a convincere i due sovrani (marito e fratello) a un compromesso: Carlo avrebbe preso possesso della Guascogna, che poi avrebbe restituito a Edoardo II se quest'ultimo gli avesse reso omaggio. Edoardo II mancò di onorare l'impegno e Carlo avrebbe accettato che fosse il figlio Edoardo, futuro Edoardo III, a sostituirsi a lui. Ma Edoardo II si oppose e richiamò in patria moglie e figlio.
La regina Isabella rifiutò di tornare in Inghilterra e, assieme a Edoardo, rimase in Francia, dove strinse un legame con Ruggero Mortimer, primo conte di March. Isabella ed Edoardo furono allontanati dalla corte di Parigi e trovarono ospitalità in Hainaut, dove Edoardo venne fidanzato con la figlia del conte, mentre sua madre, con la dote della fidanzata, armò un esercito, progettando un'invasione dell'Inghilterra. Quando Mortimer e la regina, nel corso del 1326, invasero l'Inghilterra, il re Edoardo II e il suo ciambellano, Ugo Despenser il Giovane, vennero catturati. Ugo venne condannato e impiccato nello stesso anno.
Il parlamento si riunì a Westminster il 7 gennaio 1327, si pronunciò per la regina e il figlio, mentre il re, accusato tra l'altro di offesa alla Chiesa, della perdita di Scozia, Irlanda e Guascogna, di malgoverno e soprattutto di avere infranto il giuramento dell'incoronazione, fu imprigionato. Il 21 gennaio il re accettò la sua deposizione e il figlio Edoardo III, che da poco aveva compiuto quattordici anni, fu proclamato re il 24 dello stesso mese; il regno di Edoardo III fu computato dal 25 gennaio 1327, ma almeno nei primi quattro anni il governo fu esercitato da Mortimer e da sua madre, la regina Isabella. Essi decisero di porre fine alla guerra contro la Francia e, il 31 marzo 1327, stipularono un nuovo trattato a Parigi, con il quale l'Inghilterra ottenne il Ponthieu e la Guascogna, molto ridimensionata, mentre la Francia si tenne Agen e il suo circondario, Bazas e i suoi dintorni e ricevette un risarcimento di 50.000 marchi d'argento.
Nel corso dell'anno Edoardo II riuscì a fuggire, con l'aiuto dei suoi sostenitori, ma poco dopo fu nuovamente catturato e a settembre morì di morte naturale, secondo i responsabili del governo, nel castello di Berkeley, dove era stato rinchiuso. Più probabilmente fu ucciso perché non fuggisse una seconda volta.

### Primi anni di regno
Mortimer e Isabella cercarono di risolvere il problema scozzese conducendo una disordinata campagna che non produsse nessun risultato, a parte la devastazione delle contee inglesi settentrionali, per cui fu negoziato un trattato (il trattato di Northampton) che riconobbe Robert Bruce re di una Scozia indipendente, senza dare garanzie ai baroni spossessati delle loro terre; fu inoltre concordato il fidanzamento del figlio di Bruce, Davide, di quattro anni, con la sorella di Edoardo III, Giovanna, di sette anni.
Ruggero Mortimer era divenuto il più grande proprietario terriero, soprattutto nel Galles e nel Cambridgeshire, e nel Galles era giudice a vita. La sua cupidigia e arroganza finirono per dividerlo da alcuni nobili della sua coalizione, tra cui il conte Enrico Plantageneto, che riversarono tutte le loro speranze sul giovane re. Questi, peraltro, non aveva mai dimenticato il destino di suo padre, o come egli stesso era stato trattato. In un primo momento Mortimer ebbe la meglio, riuscendo tra il 1328 e il 1329 a sconfiggere i suoi avversari. Ma, a diciotto anni, Edoardo era pronto a prendere la sua vendetta. Il 19 ottobre 1330 Mortimer e Isabella stavano dormendo nel castello di Nottingham. Con il favore della notte un gruppo fedele al giovane re, formato da suo cugino Enrico Plantageneto, I duca di Lancaster, e da parecchi dei suoi signori, entrò nella fortezza attraverso un passaggio segreto e catturò Mortimer. L'arresto avvenne «nel nome del re di Inghilterra» e Mortimer fu rinchiuso nella Torre di Londra.
Spogliato dei suoi possedimenti e titoli, Mortimer fu accusato di aver assunto il potere sull'Inghilterra dopo avere estromesso il re Edoardo II e la regina Isabella, e di avere tramato la morte di Edoardo II. Mortimer fu condannato a morte un mese dopo l'arresto, la madre fu esiliata nel castello di Rising in Norfolk, pur conservando la propria libertà e la propria dote originaria. Al 18º compleanno Edoardo III completò la sua vendetta con la condanna dei responsabili (solo uno però venne assicurato alla giustizia) dell'assassinio di suo padre e, di fatto, fu sovrano d'Inghilterra.

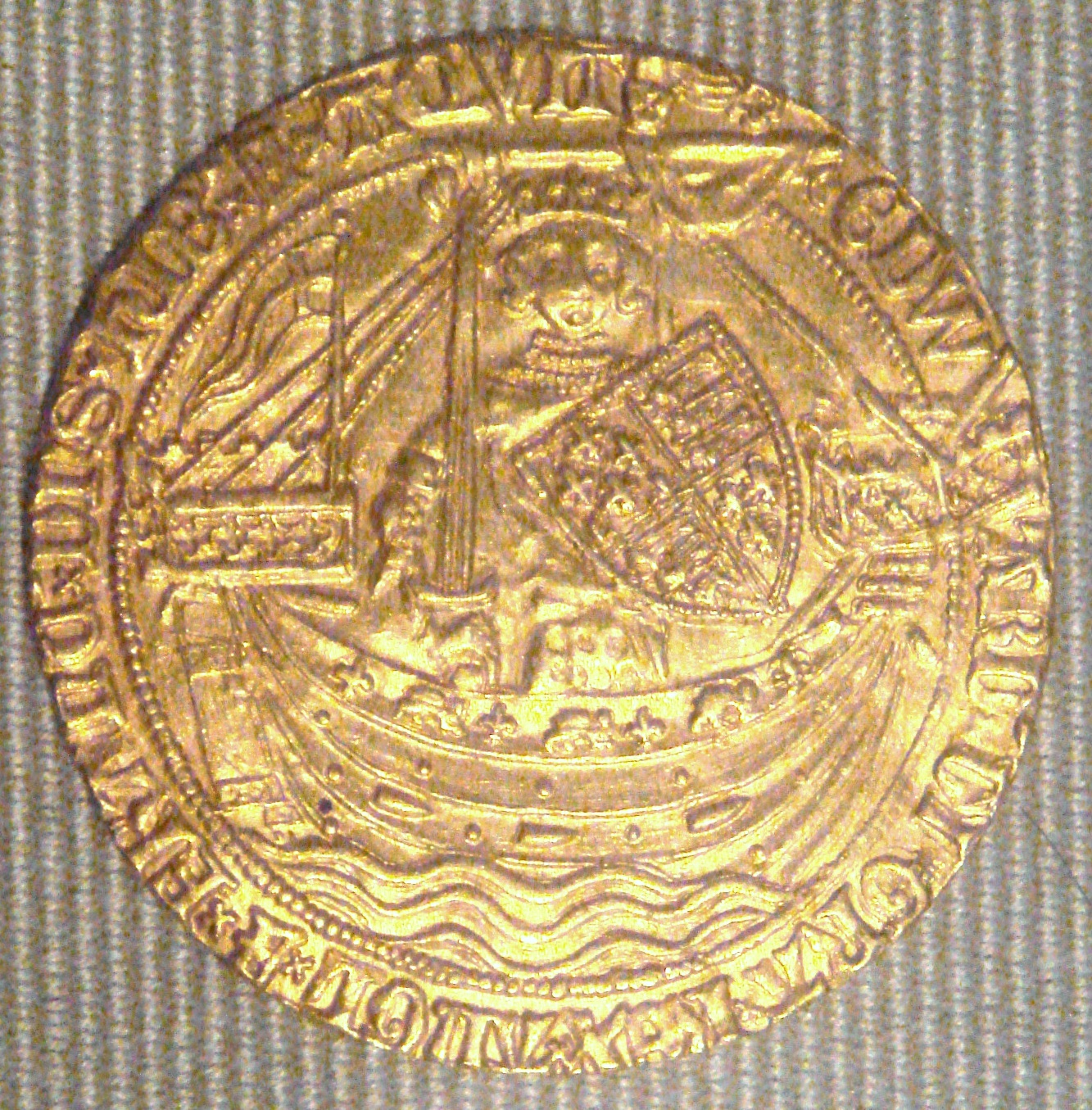
Noble d'oro di Edoardo III, del 1344, 33mm, 6.78g.

Edoardo imitò il nonno Edoardo I nella guerra contro la Scozia e, ripudiato il trattato di Northampton, diede il via alla seconda guerra di indipendenza scozzese. Durante la guerra riacquistò la frontiera comune di Berwick e vinse due decisive battaglie sulla Scozia, a Dupplin Moor nel 1332 e a Halidon Hill nel 1333; poi mise Edoardo Balliol sul trono della Scozia. Dal 1337, tuttavia, la maggior parte della Scozia era stata recuperata da Davide II, figlio di Roberto Bruce, lasciando solo alcuni castelli in mano inglese. Mentre l'attenzione dell'Inghilterra era rivolta contro la Francia, Davide II riprese la guerra in Scozia, ma gli scozzesi furono respinti, con gravissime perdite, nella battaglia di Neville's Cross del 17 ottobre 1346, da una forza guidata da Guglielmo Zouche (o de la Zouche), arcivescovo di York. Edoardo III, pur sconfiggendo gli scozzesi, non riuscì mai ad avere il reale controllo sulla Scozia.

### Rapporti con il regno di Francia
Dopo la morte in pochi anni dei suoi tre zii, Luigi X l'Attaccabrighe, nel 1316, Filippo V il Lungo, nel 1322 e Carlo IV il Bello, nel 1328 il quindicenne Edoardo, pur essendo il discendente maschio più prossimo a Filippo IV, suo nonno, vide incoronato re di Francia di Filippo VI di Valois, figlio di Carlo di Valois, fratello di Filippo IV il Bello.

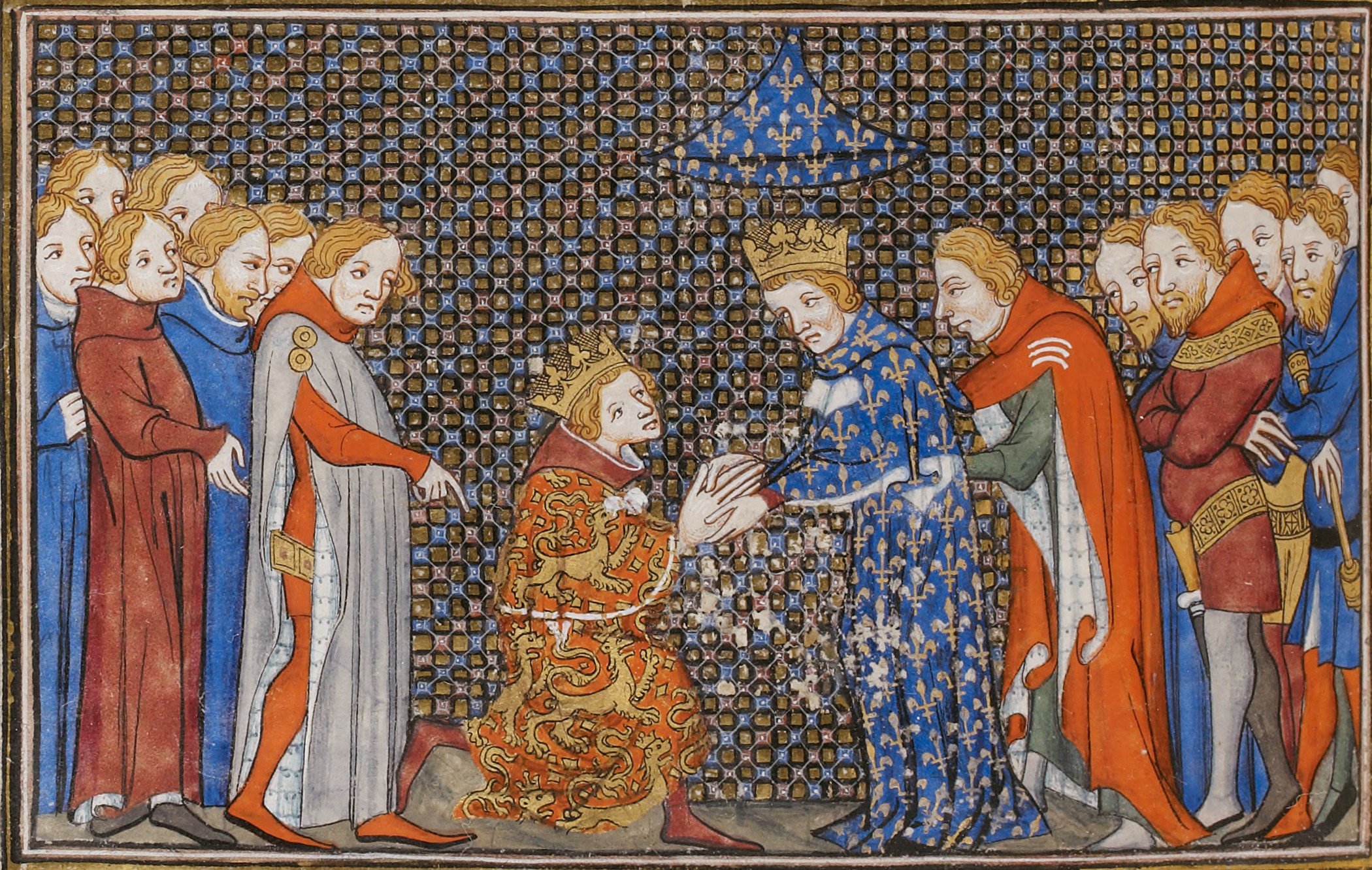
L'omaggio di Edoardo III a Filippo VI nel 1329

Inizialmente Edoardo III riconobbe Filippo quale re di Francia e, il 6 giugno 1329, nonostante sua madre, la regina Isabella, fosse molto titubante, rese omaggio a Filippo, ma poi, sia perché nel ducato di Guienna, dove i territori che Carlo IV aveva promesso di restituire a Edoardo III non erano ancora stati restituiti, gli espropri a favore dei feudatari francesi contro i feudatari fedeli al re d'Inghilterra continuavano, facendo diminuire i possedimenti della corona inglese nel ducato, sia perché, dopo Cassel, il commercio di lana inglese nelle Fiandre era molto diminuito, e infine per la politica francese di alleanza con la Scozia in funzione anti-inglese, Edoardo III decise di assumere l'iniziativa e rivendicare il trono francese, dando, di fatto, inizio alla guerra.
La prima mossa fu il divieto di esportazione della lana inglese nelle Fiandre (12 agosto 1336), che fomentò il malcontento dei fabbricanti di stoffe fiamminghi, che senza la lana inglese non potevano lavorare. Poi Edoardo, sfruttando i legami familiari e la corruzione, si alleò con il duca del Brabante e il margravio del Brandeburgo, per avvicinare l'imperatore del Sacro Romano Impero Ludovico il Bavaro. Filippo VI, alleato del papa Benedetto XII, non si preoccupò troppo della cosa e così, a luglio del 1337, Ludovico si alleò con Edoardo III, promettendogli duemila uomini in caso di guerra contro la Francia. Intanto Edoardo III preparava la guerra, imponendo a tutti i sudditi di armarsi secondo i propri mezzi e incoraggiando i più giovani a imparare il francese («cosa che li avrebbe resi più atti e utili in guerra»).

### Inizio della Guerra dei cent'anni
Il 27 ottobre 1337 Edoardo III, in una lettera a Benedetto XII, definiva Filippo VI «sedicente re dei francesi», mentre, il 1º novembre, il vescovo di Lincoln consegnò a Parigi una lettera di sfida (una dichiarazione di guerra), dando inizio alle operazioni pochi giorni dopo con un raid sull'isola di Cadzand, davanti alle Fiandre (inizio della Guerra dei cent'anni). Nel 1338 Edoardo comparve nei Paesi Bassi e, a Coblenza, l'imperatore Ludovico il Bavaro lo nominò vicario imperiale. Nel 1339, durante un'incursione nella zona di Cambrai, Edoardo III era riuscito a radunare un imponente esercito che comprendeva anche gli imperiali, ma, pur venendo a contatto con l'esercito francese, non si arrivò alla battaglia. Nel 1340, a Gand, Edoardo si proclamò re di Francia.
Dopo la battaglia di Sluis, dove la flotta francese venne sconfitta, Filippo, desideroso di giungere alla pace con l'Inghilterra, chiese la mediazione di Ludovico il Bavaro, che accettò e, nel settembre dello stesso anno, fu firmata la prima grande tregua della guerra che, nel marzo del 1341, fu seguita da un accordo tra la Francia e l'Impero, che si impegnavano a rispettare i confini esistenti al momento e, mentre Filippo VI si impegnava a fare opera di mediazione tra Ludovico e il papa, Ludovico, tolto a Edoardo il titolo di vicario imperiale, nella guerra anglo-francese garantì a Filippo VI la neutralità dell'Impero, che fu mantenuta fino alla morte di Ludovico (ottobre 1347).

### Fallimento dei banchieri fiorentini
Agli inizi degli anni '40 la politica e le guerre di Edoardo erano diventate estremamente costose e con pochi risultati. Edoardo non ripagò il debito di oltre un milione e trecentomila fiorini che aveva contratto con i banchieri fiorentini, in particolare con le famiglie Bardi, Peruzzi e Acciaiuoli, causando una crisi a effetto domino che coinvolse anche la città di Firenze e ne minò l'economia.

### Ripresa della guerra e battaglia di Crécy
La guerra tra Francia e Inghilterra riprese a causa della successione del ducato di Bretagna: alla morte del duca Giovanni III di Bretagna, senza discendenti, si contesero la successione il suo fratellastro, Giovanni di Montfort e la nipote, Giovanna di Penthièvre, con il marito, Carlo di Blois. Nel corso del 1342 sia Filippo VI, che parteggiava per Carlo di Blois, che Edoardo III, per Giovanni di Montfort, intervennero con i loro eserciti. Non si arrivò allo scontro, ma gli inglesi ora avevano una base in Bretagna.
Nel 1346 Edoardo III sbarcò in Normandia con un esercito di circa 20.000 uomini, guidato da un normanno, Goffredo d'Harcourt, rifugiato in Inghilterra a seguito di problemi con la giustizia reale francese. Conquistata Caen, gli inglesi avanzarono in direzione della Senna, che attraversarono a Poissy. Solo allora Filippo VI si mise all'inseguimento di Edoardo III, che ora si avvicinava alla Somme per attraversarla e unirsi ai fiamminghi che lo avevano riconosciuto re di Francia. Edoardo riuscì a passare presso Abbeville e, vistosi seguito da vicino, il 25 agosto si trincerò sull'altipiano di Crécy. Il 26 agosto ebbe luogo la prima grande battaglia della guerra dei cent'anni; le cariche della cavalleria francese si infransero davanti alle posizioni degli inglesi e i cavalieri francesi furono decimati dalle salve degli arcieri e dai coltelli dei fanti che si avventavano su di loro. Il re Filippo VI fuggì e le perdite francesi superarono i quattromila morti, tra cui il re di Boemia, Giovanni di Lussemburgo. Dopo Crécy Edoardo III mise l'assedio a Calais, che resistette eroicamente, ma dopo quasi un anno di assedio senza avere ricevuto alcun aiuto da Filippo VI, si dovette arrendere.

### Continuazione della guerra contro il nuovo re di Francia

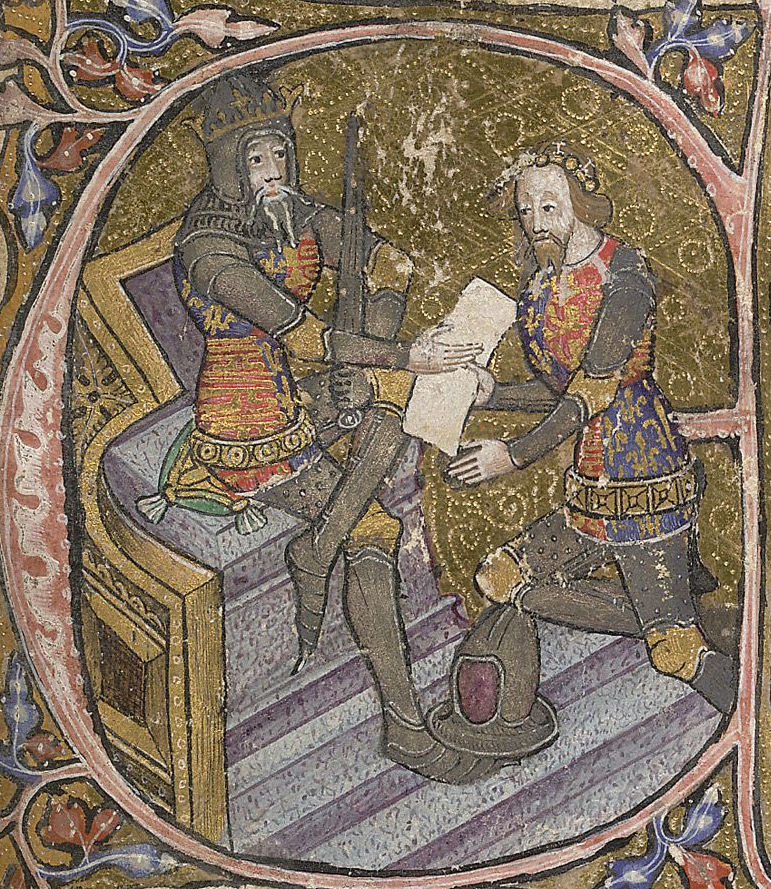
Edoardo III con Edoardo il Principe Nero

Dopo la morte di Filippo VI, il 22 agosto 1350, Edoardo III attraversò la Manica, molto probabilmente per recarsi a Reims al fine di farsi incoronare re di Francia. Ma, il 29 agosto, una flotta francese guidata da Carlo de la Cerda intercettò al largo di Winchelsea, una località a una dozzina di chilometri da Hastings, la flotta inglese; la battaglia navale volse a favore degli inglesi, ma al prezzo di ingenti perdite, per cui Edoardo III non poté più opporsi alla frettolosa incoronazione del figlio di Filippo VI, Giovanni II il Buono. Giovanni II fu consacrato, assieme alla seconda moglie Giovanna I d'Alvernia, nella cattedrale di Reims, il 26 settembre 1350 dall'arcivescovo Giovanni II di Vienne.
Edoardo III cercò allora l'alleanza del re di Navarra e conte d'Évreux, genero di Giovanni II, Carlo II che, dopo avere stretto quell'alleanza, fu detto "il Malvagio". La guerra contro il re di Francia riprese nel 1355 e il primogenito di Edoardo III, il Principe di Galles Edoardo il Principe Nero, arrivò a Bordeaux e, in autunno, per due mesi, devastò la Linguadoca fino a Narbona. Giovanni II, per timore di un'invasione inglese, si riappacificò con il genero. Ma, nell'estate del 1356, Carlo il Malvagio cercò di attirare in una congiura di normanni e navarrini il figlio maggiore di Giovanni, l'erede al trono di Francia, il delfino Carlo il Saggio; Giovanni reagì facendo imprigionare in Normandia il re di Navarra. Edoardo III allora inviò delle truppe, che si fermarono di fronte all'esercito francese. Da Bordeaux, però, si mosse Edoardo il Principe Nero che, arrivato alla Loira, trovandosi di fronte l'esercito francese, cominciò a ritirarsi, fermandosi nelle vicinanze di Poitiers, dove affrontò e sconfisse i francesi nella battaglia di Poitiers, in cui il re di Francia Giovanni II fu fatto prigioniero. Circa 7.000 inglesi avevano avuto ragione su 15.000 francesi.

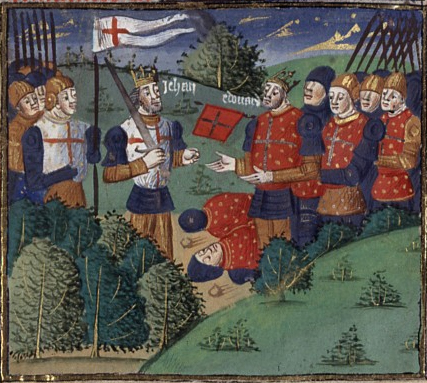
Resa di Giovanni II il Buono, alla battaglia di Poitiers

Giovanni II fu trattato con molta cortesia dal principe di Galles, Edoardo il Principe Nero, che si premurò di trasferirlo urgentemente a Bordeaux, dove fu concordata una tregua di due anni, e poi, nella primavera del 1357, a Londra.
Dato che la tregua di Bordeaux, all'inizio del 1359, era scaduta, Edoardo III, in autunno, marciò su Reims per farsi incoronare re di Francia. Ma Reims non lo fece entrare; allora Edoardo pose il campo invernale in Borgogna e, in primavera, si presentò davanti a Parigi. Il 1º maggio 1360 iniziarono le trattative di pace a Brétigny, che si conclusero dopo circa una settimana:
- il re d'Inghilterra Edoardo III rinunciava al trono di Francia, ma in compenso otteneva diversi territori: oltre al Ponthieu e al porto di Calais, tutta la Guascogna e buona parte dell'Aquitania furono confermati a Edoardo. La Francia dovette ritirarsi.
- il regno di Francia dovette pagare per Giovanni II un riscatto di tre milioni di corone d'oro, in diverse rate, di cui la prima, alla liberazione del re, era di 600.000 corone[12].
- come pegno per le rate future dovevano essere consegnati numerosi ostaggi, scelti tra la migliore nobiltà, tra cui i figli del re Giovanni, Luigi (1339-1384), duca d'Angiò e Giovanni (1340-1416), duca di Berry.

Stendardo personale di Edoardo III

Giovanni arrivò a Calais in luglio, si attesero gli ostaggi e furono raccolte solo 400.000 corone; Edoardo III si accontentò e il 24 ottobre 1360 il trattato di Brétigny fu ratificato a Calais. Giovanni II, a gennaio del 1364, si dovette riconsegnare prigioniero e rientrò a Londra, dove morì l'8 aprile 1364.

### L'esaurirsi della guerra contro i francesi

1365 : La Francia dopo il trattato di Brétigny, confermato a Calais.
In rosso: le proprietà inglesi prima del trattato.
In verde chiaro: le proprietà del re di Navarra, Carlo il Malvagio, nella penisola iberica e nel nord delle Francia.
In rosa: I territori ceduti dalla Francia agli inglesi dopo Brétigny.

Il nuovo re di Francia, Carlo V il Saggio, riorganizzò l'esercito e, nel 1366, appoggiò la sollevazione contro il re di Castiglia Pietro I il Crudele, guidata dal fratellastro Enrico conte di Trastamara. Pietro invece era appoggiato dagli inglesi del principe di Galles, Edoardo il Principe Nero, che avevano base a Bordeaux, e dal re di Navarra Carlo II il Malvagio, che aveva permesso il passaggio a Edoardo che, il 3 aprile 1367, vinse la battaglia di Nájera e fece prigioniero il comandante delle truppe avversarie, Bertrand du Guesclin. Ma Edoardo era ammalato e, in quello stesso anno, dovette lasciare la Castiglia.
Nel 1370 Carlo V il Saggio nominò conestabile del regno di Francia Bertrand du Guesclin, che in quell'anno sconfisse gli inglesi e conquistò Limoges; il principe di Galles, Edoardo, che, a causa di una malattia, aveva rinunciato al comando delle sue truppe, riprese il comando delle operazioni, riconquistò Limoges e la saccheggiò; poi rientrò in Inghilterra per l'aggravarsi della malattia. Le vittorie del du Guesclin continuarono e il connestabile riconquistò prima il Poitou e poi la Bretagna (alla fine del 1373 solo quattro fortezze erano ancora in mano inglese). Allora Edoardo III inviò in Francia un esercito, sotto la guida del duca di Lancaster, il suo sestogenito (quarto figlio maschio), Giovanni, che, in cinque mesi, dalla Normandia raggiunse Bordeaux, senza aver fatto conquiste e con la perdita di quasi tutti i cavalli. Dopo una reazione del De Guesclin si arrivò alla tregua di Bruges del 27 giugno 1375, che portò, se non alla pace, alla sospensione della guerra.

### Governo ed economia sotto Edoardo III
Durante i primi anni del suo regno Edoardo III, impegnato nelle guerre contro la Scozia e contro la Francia, lasciò il governo nelle mani dei fratelli Stratford, Giovanni arcivescovo di Canterbury, Roberto, vescovo di Chichester e Rodolfo, vescovo di Londra, fino a che il re venne in contrasto con Giovanni e, tra il 1341 e il 1343, liberatosi dei funzionari ecclesiastici, per alcuni anni ebbe solo collaboratori laici. Verso la metà del secolo, anche per il diffondersi della peste bubbonica, il Parlamento fu riunito meno spesso (nemmeno una volta l'anno) che nel periodo precedente (due o più volte l'anno). In seguito alla peste nera vi fu un inevitabile sconvolgimento sociale. Il Parlamento cercò di legiferare sul problema, introducendo lo statuto di lavoratori nel 1351, che tentò di fissare i prezzi e salari. Durante il regno di Edoardo III il rapporto con il papato fu quasi sempre conflittuale poiché, dal 1333, il re smise di pagare i mille marchi annui che il suo predecessore Giovanni Senza Terra aveva concordato di pagare al papa oltre cento anni prima.
Durante il governo di Edoardo III, dopo che suo nonno Edoardo I aveva cacciato gli ebrei, il credito era ormai in mani straniere, in maggior parte italiane, soprattutto fiorentine come i Bardi e i Peruzzi, ma anche in quelle dei mercanti della Hansa, soprattutto di Dortmund. Essi, oltre che a incrementare i loro traffici di lana, si misero a prestare denaro al re, al punto che quest'ultimo nel 1340 era talmente indebitato che per un certo periodo dovette cedergli in concessione la dogana: ciò gli permise di esportare la propria lana esente da ogni dazio fino al risarcimento del prestito. Comunque questi privilegi concessi ai mercanti della Hansa procurarono grandi privilegi all'Inghilterra, che ingrandì notevolmente il suo mercato della lana. Solo negli ultimi anni di regno di Edoardo i privilegi concessi ai mercanti della Hansa furono notevolmente ridotti, sia a causa delle crescenti richieste di sussidi da parte del re che a causa delle richieste dei mercanti inglesi di avere libertà di commercio nelle terre della Hansa.
In quel periodo un disastro colpì l'Inghilterra: la peste bubbonica, o peste nera, che fece molti morti in tutta Europa nel XIV secolo, uccidendone un terzo della popolazione. Raggiunse l'Inghilterra nel 1348 e si diffuse rapidamente. Nella maggior parte dei casi la peste fu letale: le persone infette sviluppavano gonfiori neri all'ascella e all'inguine, seguiti da ematomi neri sulla pelle causati dal sanguinamento interno. Questi sintomi erano accompagnati da febbre e dallo sputare sangue. La popolazione in Inghilterra fu decimata (alcuni studiosi parlano di circa un terzo della popolazione). La figlia del re, Giovanna, morì di peste a Bayonne, mentre era in viaggio per sposare Pietro, l'erede al trono di Castiglia. La peste riapparve nel 1360 e poi ancora nel 1369, mietendo altre vittime.

### Gli ultimi anni di regno

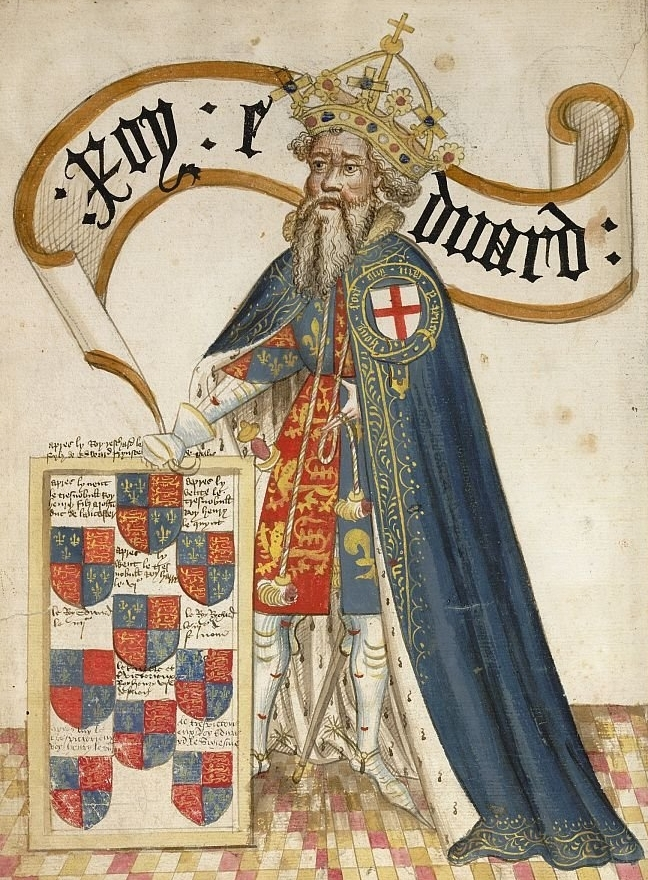
Edoardo III come fondatore dell'Ordine della Giarrettiera, fine XIV secolo

La regina Philippa morì di idropisia ad agosto del 1369. Dopo la morte della moglie Edoardo III si diede ai piaceri della vita. Il re continuò la relazione voluta dalla moglie Filippa, che negli ultimi anni di vita a causa di una caduta da cavallo non era più fertile, con Alice Perrers, che era già stata dama della stessa Filippa. Alice e il re si amarono molto e lei fu ingiustamente diffamata dopo la morte del sovrano con accuse di falsa avarizia. Al re diede tre figli, di cui lui riconobbe solo il maschio John.
Nel 1371 il suo erede, il principe di Galles Edoardo il Principe Nero, fiore della cavalleria inglese, colpito da una grave malattia, rientrò in Inghilterra e il controllo del regno passò temporaneamente all'ambizioso terzo figlio di Edoardo, Giovanni Plantageneto, I duca di Lancaster, che ebbe quindi una grande influenza sul re. Dopo la morte dell'erede Edoardo il Principe Nero, a giugno del 1376, il potere di Giovanni divenne assoluto, mentre gli scandali aumentavano.
A settembre del 1376 il re si ammalò gravemente, probabilmente colpito da un ascesso. Ebbe un breve recupero, ma, ormai indebolito, morì il 21 giugno 1377 nel Richmond Palace. Alice Perrers gli fu vicina fino alla morte, ma fu allontanata dai figli che mal la vedevano. Fu sepolto nell'Abbazia di Westminster e gli successe il nipote Riccardo II, figlio del Principe Nero.
Edoardo III è stato responsabile della fondazione del più famoso ordine di cavalleria in Inghilterra, l'Ordine della Giarrettiera. La leggenda narra che, mentre ballava con il re, una signora (da alcune fonti si pensa fosse Catherine Montacute, contessa di Salisbury, sua amante del momento) si imbarazzò per avere perduto la sua giarrettiera. Il re, cavaliere, la recuperò per lei e la legò galantemente attorno alla sua gamba, affermando «Honi soit qui mal y pense». Questo è diventato il motto dell'ordine, una società di cavalieri che si ispira ai cavalieri della Tavola Rotonda del re Artù, con sede a Monopole's Hall, nel Castello di Windsor.

## Matrimonio e figli
Sposò, il 24 gennaio 1328 nella cattedrale di York, sua cugina Filippa di Hainaut, figlia di Guglielmo il Buono, conte di Hainaut e Olanda, e di Giovanna di Valois, nipote di Filippo III di Francia. Fu un matrimonio molto lungo e felice, i due si affiatarono molto e generarono una grande famiglia. Ebbero tredici figli, nove dei quali raggiunsero la maggiore età:

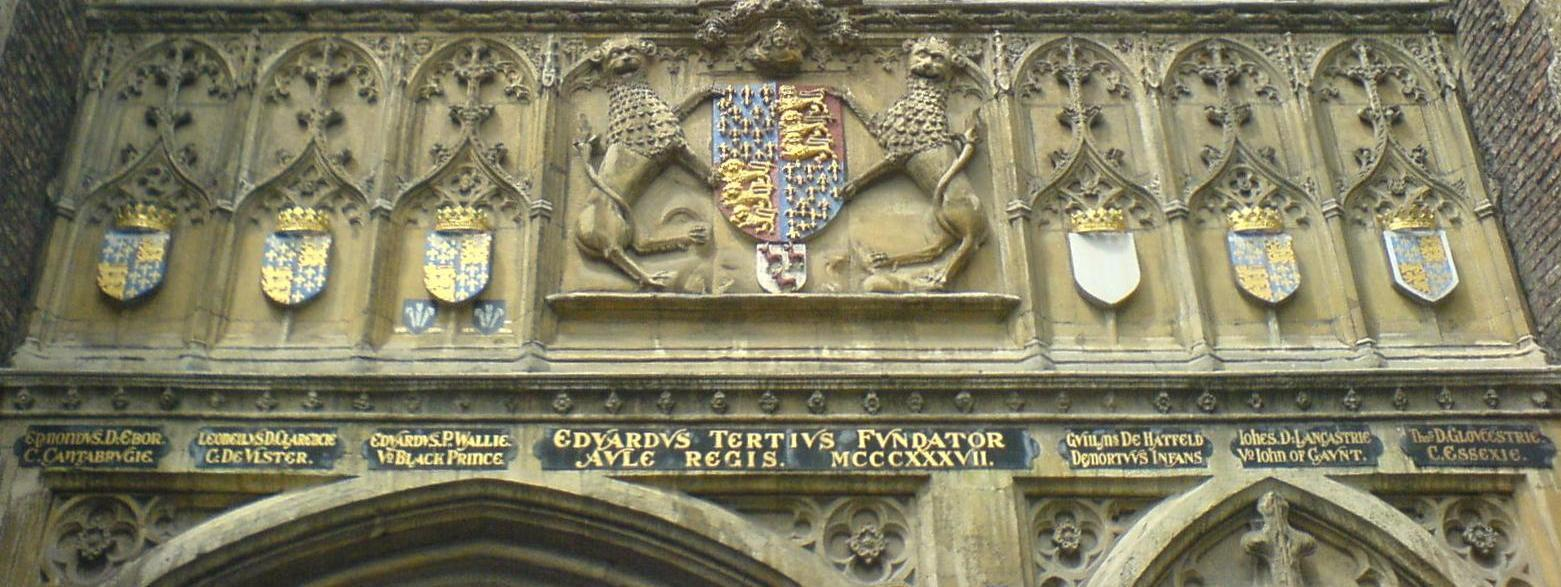
Blasoni di Edoardo III e dei suoi figli, Trinity College Cambridge

- Edoardo (1330 – 1376), noto come il Principe Nero. Celebre comandante militare, sposò Giovanna del Kent, da cui ebbe due figli, fra cui Riccardo II;
- Isabella (1332 – 1379). Sposò Enguerrand VII di Coucy ed ebbe due figli;
- Giovanna (1335 – 1348). Promessa sposa a Pietro di Castiglia, morì prima della celebrazione del matrimonio;
- Guglielmo (dicembre 1336 - febbraio 1337); nato e morto a Hatfield Manor House, sepolto a York Minster;
- Lionello, I duca di Clarence (1338 – 1368). Si sposò due volte ed ebbe una figlia dal suo primo matrimonio;
- Giovanni, I duca di Lancaster (1340 – 1399). Si sposò tre volte, con discendenza da tutti i matrimoni, fra cui Enrico IV;
- Edmondo, I duca di York (1341 – 1402). Si sposò due volte ed ebbe tre figli dal primo matrimonio;
- Bianca (marzo 1342 – marzo 1342); nata e morta nella Torre di Londra, sepolta nell'Abbazia di Westminster;
- Maria (1344 – 1362). Sposò Giovanni V di Bretagna, senza discendenza;
- Margherita (1346 – 1361); sposò John Hastings, II conte di Pembroke, senza discendenza;
- Tommaso (estate 1347 – settembre 1348); nato a Windsor, morì di peste e fu sepolto nella Chiesa di King's Langley, nell'Hertfordshire;
- Guglielmo (giugno 1348 – settembre 1348); nato a Windsor, sepolto nell'Abbazia di Westminster;
- Tommaso, I duca di Gloucester (1355 – 1397). Sposò Eleonora di Bohun, da cui ebbe cinque figli.

## Ascendenza
|                          |                        |                             | Genitori                           |  |  | Nonni |  |  | Bisnonni                 |  |  | Trisnonni              |  |
|                          |                        |                             |                                    |  |  |       |  |  | Enrico III d'Inghilterra |  |  | Giovanni d'Inghilterra |  |
|                          |                        |                             |                                    |  |  |       |  |  | Enrico III d'Inghilterra |  |  | Giovanni d'Inghilterra |  |
|                          |                        | Isabella d'Angoulême        |                                    |  |  |       |  |  | Enrico III d'Inghilterra |  |  |                        |  |
| Edoardo I d'Inghilterra  |                        |                             |                                    |  |  |       |  |  | Enrico III d'Inghilterra |  |  |                        |  |
|                          |                        | Eleonora di Provenza        | Raimondo Berengario IV di Provenza |  |  |       |  |  |                          |  |  |                        |  |
|                          |                        | Eleonora di Provenza        | Raimondo Berengario IV di Provenza |  |  |       |  |  |                          |  |  |                        |  |
|                          |                        | Eleonora di Provenza        | Beatrice di Savoia                 |  |  |       |  |  |                          |  |  |                        |  |
| Edoardo II d'Inghilterra |                        | Eleonora di Provenza        |                                    |  |  |       |  |  |                          |  |  |                        |  |
|                          |                        | Ferdinando III di Castiglia | Alfonso IX di León                 |  |  |       |  |  |                          |  |  |                        |  |
|                          |                        | Ferdinando III di Castiglia | Alfonso IX di León                 |  |  |       |  |  |                          |  |  |                        |  |
|                          |                        | Ferdinando III di Castiglia | Berenguela di Castiglia            |  |  |       |  |  |                          |  |  |                        |  |
| Eleonora di Castiglia    |                        | Ferdinando III di Castiglia |                                    |  |  |       |  |  |                          |  |  |                        |  |
|                          |                        | Giovanna di Dammartin       | Simone di Dammartin                |  |  |       |  |  |                          |  |  |                        |  |
|                          |                        | Giovanna di Dammartin       | Simone di Dammartin                |  |  |       |  |  |                          |  |  |                        |  |
|                          |                        | Giovanna di Dammartin       | Maria di Ponthieu                  |  |  |       |  |  |                          |  |  |                        |  |
| Edoardo III              |                        | Giovanna di Dammartin       |                                    |  |  |       |  |  |                          |  |  |                        |  |
|                          | Filippo III di Francia | Luigi IX di Francia         |                                    |  |  |       |  |  |                          |  |  |                        |  |
|                          | Filippo III di Francia | Luigi IX di Francia         |                                    |  |  |       |  |  |                          |  |  |                        |  |
|                          | Filippo III di Francia | Margherita di Provenza      |                                    |  |  |       |  |  |                          |  |  |                        |  |
| Filippo IV di Francia    | Filippo III di Francia |                             |                                    |  |  |       |  |  |                          |  |  |                        |  |
|                          |                        | Isabella d'Aragona          | Giacomo I d'Aragona                |  |  |       |  |  |                          |  |  |                        |  |
|                          |                        | Isabella d'Aragona          | Giacomo I d'Aragona                |  |  |       |  |  |                          |  |  |                        |  |
|                          |                        | Isabella d'Aragona          | Iolanda d'Ungheria                 |  |  |       |  |  |                          |  |  |                        |  |
| Isabella di Francia      |                        | Isabella d'Aragona          |                                    |  |  |       |  |  |                          |  |  |                        |  |
|                          |                        | Enrico I di Navarra         | Tebaldo I di Navarra               |  |  |       |  |  |                          |  |  |                        |  |
|                          |                        | Enrico I di Navarra         | Tebaldo I di Navarra               |  |  |       |  |  |                          |  |  |                        |  |
|                          |                        | Enrico I di Navarra         | Margherita di Borbone-Dampierre    |  |  |       |  |  |                          |  |  |                        |  |
| Giovanna I di Navarra    |                        | Enrico I di Navarra         |                                    |  |  |       |  |  |                          |  |  |                        |  |
|                          |                        | Bianca d'Artois             | Roberto I d'Artois                 |  |  |       |  |  |                          |  |  |                        |  |
|                          |                        | Bianca d'Artois             | Roberto I d'Artois                 |  |  |       |  |  |                          |  |  |                        |  |
|                          |                        | Bianca d'Artois             | Matilde di Brabante                |  |  |       |  |  |                          |  |  |                        |  |
|                          |                        | Bianca d'Artois             |                                    |  |  |       |  |  |                          |  |  |                        |  |